# Кецань (комуна)
Кецань, Кецані (рум. Chețani) — комуна у повіті Муреш в Румунії. До складу комуни входять такі села (дані про населення за 2002 рік):
- Гріндень (597 осіб)
- Джурджиш (19 осіб)
- Кецань (1313 осіб) — адміністративний центр комуни
- Коаста-Гріндулуй (15 осіб)
- Кордош (54 особи)
- Лінц (2 особи)
- Хедерень (889 осіб)

Комуна розташована на відстані 277 км на північний захід від Бухареста, 41 км на захід від Тиргу-Муреша, 47 км на південний схід від Клуж-Напоки.

## Населення
За даними перепису населення 2002 року у комуні проживали 2889 осіб.
Національний склад населення комуни:
| Національність | Кількість осіб | Відсоток |
| -------------- | -------------- | -------- |
| румуни         | 2352           | 81,4%    |
| угорці         | 422            | 14,6%    |
| цигани         | 114            | 3,9%     |
| хорвати        | 1              | < 0,1%   |

Рідною мовою назвали:
| Мова      | Кількість осіб | Відсоток |
| --------- | -------------- | -------- |
| румунська | 2416           | 83,6%    |
| угорська  | 417            | 14,4%    |
| циганська | 56             | 1,9%     |

Склад населення комуни за віросповіданням:
| Релігія        | Кількість осіб | Відсоток |
| -------------- | -------------- | -------- |
| православні    | 2108           | 73,0%    |
| реформати      | 414            | 14,3%    |
| греко-католики | 255            | 8,8%     |
| п'ятдесятники  | 84             | 2,9%     |
| бретрени       | 5              | 0,2%     |
| баптисти       | 4              | 0,1%     |
| адвентисти     | 4              | 0,1%     |
| римо-католики  | 2              | 0,1%     |